# Claude de Vulpian
Claude de Vulpian (1952) è un'ex ballerina francese, prima ballerina del balletto dell'Opéra di Parigi dal 1978 al 1993.

## Biografia
Nata nel 1952, Claude de Vulpian ha studiato alla scuola di danza dell'Opéra di Parigi dal 1964 al 1969, formandosi sotto la supervisione di Suzanne Lorcia e Christiane Vaussard. Nel 1975, sei anni dopo essere stata scritturata dal balletto dell'Opéra di Parigi, è stata promossa a solista e Roland Petit l'ha scelta per il ruolo di Nana in Symphonie Fantastique al posto di Zizi Jeanmaire.
Nel novembre 1976 è stata promossa a ballerina principale e nel 1978 è stata proclamata danseuse étoile della compagnia. In questa veste ha danzato molti dei maggiori ruoli del repertorio, tra cui le protagoniste di Raymonda, Lo schiaccianoci e Romeo e Giulietta nelle edizioni di Rudol'f Nureev.
Ha dato il suo alle scene nel 1993 danzando Giselle all'Opéra di Parigi e successivamente ha insegnato al Conservatoire national supérieur de musique et de danse de Paris.